# Agostino Cordova
Agostino Cordova (Reggio Calabria, 5 maggio 1936 – Reggio Calabria, 9 agosto 2024) è stato un magistrato italiano, ex Procuratore della Repubblica di Palmi e Napoli.
Divenne noto principalmente per la sua inchiesta giudiziaria sugli intrecci tra criminalità organizzata, politica e massoneria deviata, aperta nei primi anni novanta.

## Biografia
Entrato in magistratura nel 1963, istruì importanti processi contro le cosche della 'ndrangheta, tra cui quello contro il gruppo cosiddetto ''dei 60'' capeggiato dal boss Paolo De Stefano, che si concluse nel 1979 con diverse condanne.
Nominato Procuratore della Repubblica di Palmi nel 1987, diventò noto al grande pubblico quando aprì un'inchiesta sui legami tra 'ndrangheta, politica e massoneria deviata: nel dicembre del 1991, investigando sui traffici internazionali di droga e armi gestiti dalla 'Ndrina Pesce di Rosarno, mise sotto indagine un centinaio di persone, tra cui l'ex capo della P2 Licio Gelli, l'ex assessore regionale socialista Giovanni Palamara, l'ex presidente del Consiglio regionale della Calabria Antonino Zito e Mario Battaglini, già vicepresidente socialista della Provincia di Reggio Calabria, mentre fu stralciata la posizione dei parlamentari socialisti Sandro Principe e Sisinio Zito poiché l'autorizzazione a procedere fu sempre negata dalla Camera dei deputati e dal Senato della Repubblica. Tuttavia soltanto 54 dei 126 imputati dell'inchiesta rinviati a giudizio furono poi condannati dal Tribunale di Palmi nel 1995.
Nel 1992 fece scalpore la sua decisione di disporre perquisizioni nelle sedi del Grande Oriente d'Italia, che portarono al sequestro dell’archivio elettronico contenente gli elenchi degli aderenti a tutte le logge massoniche italiane e determinarono le dimissioni dell'allora Gran Maestro Giuliano Di Bernardo. L'inchiesta sulla massoneria deviata (che subì feroci critiche da parte del Presidente della Repubblica Francesco Cossiga e del ministro di Grazia e Giustizia Claudio Martelli) fu poi trasmessa alla Procura di Roma dopo il trasferimento di Cordova a Napoli nel 1993 e archiviata definitivamente nel 2000 dal GIP Augusta Iannini, che dichiarò: "non doversi promuovere l'azione penale nei confronti dei 64 massoni indagati".
Nella primavera del 1992, alla scadenza del mandato a Palmi, concorse per dirigere la neonata Direzione nazionale antimafia, venendo preferito dal Csm alla candidatura di Giovanni Falcone ma il ministro Martelli pose il veto sulla sua nomina. Dopo le stragi di Capaci e di via d'Amelio furono riaperti i termini del concorso e per l'incarico gli fu preferito Bruno Siclari.
Nel luglio del 1993 fu nominato procuratore capo a Napoli dove si occupò di delicate inchieste, come quelle sulla Tangentopoli napoletana e sui rapporti tra camorra e coop rosse. Il 24 settembre 2003 il Csm dispose il suo trasferimento in Cassazione per «incompatibilità ambientale», provvedimento poi annullato dal Tar.